# The Grand Seduction
The Grand Seduction è un film del 2013 diretto da Don McKellar.

## Trama
Murray French è un pescatore della piccola comunità di Tickle Head, che ormai conta poco più di cento abitanti, i quali sopravvivono grazie ai sussidi governativi. Quando anche il sindaco si trasferisce in città, a Saint John's, per motivi di lavoro, Murray prende il suo posto, impegnandosi a proseguire le trattative con una società petrolchimica interessata ad aprire uno stabilimento a Tickle Head, creando nuovi posti di lavoro e salvando così la remota cittadina portuale. Murray, temporaneamente abbandonato dalla moglie, anche lei andata a lavorare a Saint John's, prende le redini del paese, facendo in modo che tutti i cittadini collaborino affinché l'azienda investa sul territorio. Tra le pretese della compagnia, tra cui una cospicua tangente, vi è la necessità di avere tra i residenti un medico. Di conseguenza, quando l'ex sindaco, ora controllore nell'aeroporto di St. John's, trova un chirurgo plastico in possesso di una dose di cocaina, chiude un occhio forzando però il medico a vivere per un mese a Tickle Head.
Durante questi trenta giorni, Murray e i suoi concittadini devono quindi far innamorare il dottore, Paul Lewis, del luogo, sperando possa accettare a diventare il medico fisso della comunità. Con una pesante opera di ammaliazione e manipolazione, fingendosi appassionati di cricket, sport praticato da Paul, e continuamente violando la sua privacy, riescono nell'intento. Sarà lo stesso Paul, infatti, complice la rottura del suo fidanzamento e l'infatuazione per una donna del posto, a chiedere di rimanere. Ma Murray, preoccupato dai possibili effetti che le continue menzogne subite potrebbero provocare al dottore, prova a ritornare sui suoi passi lasciandolo andar via al termine dei trenta giorni.
Al momento della partenza la verità viene a galla e Paul deciderà di rimanere. Lo stabilimento potrà quindi essere avviato e la popolazione di Tickle Head, che sembrava destinata all'estinzione, ritornerà a crescere.

## Produzione
Si tratta di un remake in lingua inglese del film del 2003, anch'esso canadese, La grande seduzione (La Grande Séduction), girato in francese. La produzione venne annunciata per la prima volta nel 2011, quando i diritti per altri remake furono venduti anche in Francia e in Italia.
La regia inizialmente era stata affidata a Michael Dowse, che rinunciò per divergenze creative con uno dei produttori, e in seguito a Ken Scott, a sua volta costretto a rinunciare poiché già impegnato nel rifacimento del suo film Starbuck, prima di essere definitivamente assegnata a Don McKellar. Sia Dowse che Scott sono accreditati come autori della sceneggiatura.
Robin Williams era stato considerato per interpretare uno dei protagonisti, ma era già impegnato in altri progetti. Brendan Gleeson e Taylor Kitsch interpretano rispettivamente Murray French e il dottor Paul Lewis; nel cast figurano anche Gorden Pinsent nei panni di Simon, ruolo grazie al quale nel 2014 ha vinto un Genie Award come miglior attore non protagonista, Mary Walsh, Cathy Jones e Liane Balaban.
Le riprese si sono svolte nell'estate del 2012 nei dintorni di Saint John's e nella baia di Trinity Bay, Terranova e Labrador.

## Distribuzione
Il film è stato presentato per la prima vola al Toronto International Film Festival del 2013, raccogliendo buone recensioni dalla critica.